# 코르넬리우 이온
코르넬리우 이온(루마니아어: Corneliu Ion, 1951년 6월 27일~)은 루마니아의 사격 선수, 지도자로 주 종목은 속사권총이다. 1976년부터 1980년까지 올림픽에 4회 참가하여 1980년 하계 올림픽에서 25m 속사권총 금메달, 1984년 하계 올림픽에서 25m 속사권총 은메달을 획득했다.